# 신서우
신서우(2013년 8월 13일 ~ )는 대한민국의 배우이다.

## 드라마
- 2024년 : JTBC 드라마 《조립식 가족》 어린 산하 (황인엽 아역)
- 2023년 : tvN 아스달연대기2: 《아라문의 검》 ... 아록 왕자
- 2023년 : KBS2 월화드라마 《순정복서》 ... 예준
- 2022년 : JTBC 드라마 《그린마더스 클럽》 앙리 브뉘엘
- 2022년 : MBC 금토드라마 《내일》 강승윤 아역
- 2021년 : KBS1 대하드라마 《태종 이방원》 효령대군
- 2021년 : SBS 금토드라마 《원 더 우먼》 한선우
- 2021년 : KBS2 일일드라마 《빨강구두》 어린 건욱
- 2020년 : tvN 수목드라마 《여신강림》
- 2020년 : tvN 월화드라마 《낮과 밤》
- 2020년 : KBS1 일일연속극 《기막힌 유산》
- 2019년 : MBC 주말특별기획 《황금정원》 도윤

## 영화
- 2023년 : 더 문
- 2023년 :그대 어이가리
- 2021년 : 큰엄마의 미친봉고

## 광고
- 2019년 : 키자니아
- 2020년 : 비욘드 드라이브